# Turpial de Cuba
El turpial de Cuba (Icterus melanopsis) és un ocell de la família dels ictèrids (Icteridae).

## Hàbitat i distribució
Habita la selva pluvial però també a camp obert amb arbres dispersos, de Cuba.